# Gunzenhausen
Gunzenhausen este un oraș din Franconia Mijlocie, landul Bavaria, Germania.